# Beatnik - Il ragazzo tatuato di Birkenhead
Beatnik - Il ragazzo tatuato di Birkenhead è il primo album solista del cantante italiano Omar Pedrini, pubblicato nel 1996.

## Il disco
Nel disco, uscito in tiratura limitata a sole 7 000 copie, collaborano tutti i componenti dei Timoria ad eccezione di Francesco Renga.
La canzone Ninna per Pablo è ispirata alla poesia Tenerezza di Roberto Pedrini.

## Tracce
1. Beatnik – 5:25
2. Fiore nero – 2:44
3. River (My Own Private Idaho) – 3:48
4. Ganja Woman – 2:33
5. Curva Nord – 5:10
6. Non c'è più l'America – 5:03
7. Ultima poesia – 2:36
8. Novecento – 2:23
9. Lei (Zozzos) – 3:10
10. Come vedi – 3:46
11. Ninna per Pablo – 3:55

## Formazione
- Omar Pedrini - voce, chitarra, tastiere
- Carlo Alberto "Illorca" Pellegrini - basso, cori, voce in Ganja Woman
- Enrico Ghedi - tastiere, pianoforte, hammond, fisarmonica in Lei (Zozzos), cori e voce in Novecento
- Diego Galeri - batteria, cori

### Altri musicisti
- Federico Sanesi - percussioni
- Franco Testa - basso in Beatnik, River (My Own Private Idaho) e contrabbasso in Ultima Poesia
- Satiro "Satyr" Romano - batteria in Ganja Woman
- Roberto Soggetti - pianoforte, rhodes in Beatnik, Ultima Poesia
- Giampaolo Casati - tromba in Non c'è più l'America, Lei (Zozzos)
- Federica Perretti - recitazione in River (My Own Private Idaho)
- Maurizio Neri, Umberto Rivarola, Fabio Gallo, Michele Padovano, Nicola Penta, I ragazzi della Curva Nord di Brescia - cori in Curva Nord

#### Crediti
- Dario "Il Duca" Caglioni - tecnico del suono
- Angelo Carrara - produttore esecutivo
- Francesca Dall'Olio - fotografia
- Studio Fotografico Celeste - fotografie interne
- Luca Fiammenghi Visualdesign - grafica
- Ivana Coluccia - organizzazione, assistenza, logistica